# Budai pasák listája

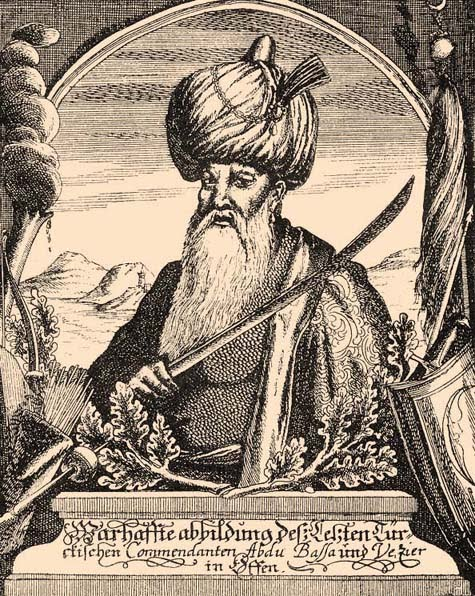
Abdi Abdurrahman, az utolsó budai pasa

A budai pasák listája az 1541 és 1686 közt Budára a szultán által kinevezett pasák neveit és legfontosabb életrajzi adatait tartalmazza. A budai pasákat működési sorrendben mutatjuk be, ha egy személy e tisztséget több ízben is betöltötte, a listában csak a neve és hivatalának második ideje szerepel.
1. Szulejmán pasa, előbb Tripoliban volt bég, 1531 januárjában Zulkadr (Dulkadir), 1532 novemberében Dijárbekr (Diyarbakır) pasájává nevezték ki. 1533 októberében e tisztségeitől megvált. A szultán 1535 márciusában bagdadi pasává nevezte ki. 1538 első felében a portához hívatták, 1539 július közepén anatóliai, 1541. szeptember 2-án budai pasává nevezték ki, egyben a vezíri méltóságra emelték. 1542 februárjának közepén nyugalomba vonult, s nem sokkal később meghalt.
2. Kücsük Báli pasa, 1542 februárjában nevezték ki, és sietve Budára küldték. 1543 május elején hunyt el, halálának híre I. Szulejmánt a Szófia melletti Hadzsi Karamán helységben május 14-én érte.
3. Jahjapasazade Muhammad pasa, bodonyi bég volt, 1527-ben végszendrei, 1534 áprilisának elején moreai bégnek nevezték ki. 1542. szeptember 2. anatóliai pasa lett, de erről a tisztségéről néhány nap elteltével leváltották. 1543. május 16-án lett budai pasa, s 1548 januárjának végén hunyt el.
4. Kaszim pasa, előbb mohácsi, azután pécsi bég volt, 1548 februárjának elején nevezték ki budai pasává. 1551. május 16. és május 22. közt megfosztották hivatalától, s székesfehérvári béggé nevezték ki. Temesvár elfoglalása után a város pasája lett, 1557. augusztus 19-én ismét budai, 1558. november 4-én pedig boszniai pasává nevezik ki, ám már november 13. letették.
5. Hadim Ali pasa, boszniai pasa volt, 1551. május 16. vagy május 22-től a források budai pasaként említik. A források szerint e tisztségétől 1553. február végén fosztották meg. Később karamani, 1556. február 22-én vagy február 23-án ismét budai, 1557-ben újra boszniai pasaként említik.
6. Tujgún pasa, 1553 február végtől budai pasaként említik, hivatalától 1556. február 22. vagy február 23-án fosztották meg. 1558. november 4-étől újra kinevezik. 1559 júniusának első harmadában halt meg, halálhíre Konstantinápolyba június 20-án érkezett meg.
7. Hadim Ali pasa másodízben (1556. február 22. vagy 23. – 1557 februárjának eleje)
8. Hadzsi Muhammad pasa, boszniai pasa volt, 1557 februárjának elején nevezték ki budai pasává. Még ebben az évben, augusztus 5-én vagy augusztus 6-án meghalt, a korabeli török történetírók szerint zsidó származású orvosa a gyógyszerébe mérget kevert.
9. Kaszim pasa másodízben (1557. augusztus 19. – 1558. november 4.)
10. Tujgún pasa másodízben (1558. november 4. – 1559 júniusának első harmada)
11. Güzeldzse Rüsztem pasa, 1551 februárjában mint végszendrei béget, később mint temesvári pasát említik. 1559. június 21. nevezték ki budai pasává, 1563 novemberének első harmadában halt meg pestisben. Halálhíre Konstantinápolyba november 18.-án érkezett meg. (Lásd még: Rüsztem pasa fürdője)
12. Zál Mahmúd pasa, a mai Ljubljanában született, a szultán udvarában nevelkedett. vlorai bég lett, budai pasának 1563. november 18-án nevezték ki. A katonák lázadása miatt 1564 júniusának végén menekülnie kellett, augusztus 19. érkezett meg Konstantinápolyba. A budai pasaságot 1564 július közepéig Hasszán esztergomi bég, ezután Iszkender pasa megérkeztéig Arszlán végszendrei bég vezette. Zál Mahmúdot a fővárosba való megérkezte után előbb aleppói, később anatóliai pasává nevezték ki. 1567. február 11-én vezír lett, s II. Szelim egyik lányát vette el feleségül. 1577. október 1-jén hunyt el, temetése október 22-én volt.
13. Iszkender pasa, Kurdisztánban, Van városában volt bég, budai pasává 1564. október első harmadában nevezték ki. 1565. május 19-én tették le hivatalából. 1566. május 1-én kajmakámnak nevezték ki.
14. Arszlán pasa, Jahjapasazade Muhammad harmadik budai pasa fia volt. Johann von Katzianer 1537-es megveretésének hírét ő vitte meg a szultánnak, aki pozsegai béggé nevezte ki. 1554 októberében mint székesfehérvári béget említik, később végszendrei bég lett. E tisztségében 1564 júliusának végétől november végéig a budai pasaságot is felügyelte. 1565. május 19-én nevezik ki budai pasának, ám hamarosan kegyvesztetté vált, s 1566. augusztus 3-án Harsány mellett megfojtották.
15. Szokoli Musztafa pasa, Szokoli Mehmed pasának, Szigetvár elfoglalójának unokaöccse volt. Rövid ideig tálnoki hivatalt viselt. 1546 februárjában Temesváron defterdárrá nevezték ki. Egyre feljebb emelkedett a ranglétrán, füleki, kliszi, szegedi, boszniai bégnek, boszniai pasának nevezték ki. II. Szelim szultán vezíri méltóságra emelte. 1566. augusztus 3-án lett budai pasa. III. Murád alatt kegyvesztett lett, 1578. szeptember 8-án halálra ítélték, s szeptember utolsó vagy október első napján megfojtották. Halálhíre október 10-én érkezett meg Konstantinápolyba.
16. Kara Ovejsz pasa, Türoszban volt bíró, később II. Szelim fiának, a későbbi III. Murádnak defterdára lett. III. Murád trónra lépése után előbb második defterdárrá, két hónap múlva első defterdárrá nevezték ki. 1578. szeptember 20-án nevezték ki budai pasának, 1580. május végén tették le. 1582 márciusában aleppói, később damaszkuszi pasa lett. 1586 március 31-én ismét első defterdári kinevezést kapott. 1587 márciusának elején Egyiptom pasája lett, 1589. decemberének végén a vezíri méltóságra emelték. 1591. április 30-án halt meg.
17. Kalajlikoz Ali pasa, 1580. májusának végén budai, 1583. október 9-én ruméliai pasaként említik. 1584. október 16-án feleségül vette III. Murád szultán Eszmahán nevű nagynénjét, Szokoli Mehmed özvegyét, ezzel egy időben vezírré nevezik ki. 1586. májusának első harmadában ismét budai pasává nevezték ki. 1587. február 22-én halt meg. Halálhíre március 15. érkezett meg Konstantinápolyba, ahonnan a letételét tartalmazó parancsot már korábban, a hónap elején elküldték.
18. Frenk Juszuf pasa, másik nevén Pájzen Juszuf pasa, a török írók gyakran, a nyugati történetírók ritkábban Hasszánként is említik. Az ország zászlótartói tisztét viselte, 1582. július 24. janicsár aga lett. 1583. október 9. budai, 1586 májusának első harmadában temesvári, 1587 márciusának első harmadában ismét budai pasává nevezték ki. 1588. november 28. leváltották, 1589. április 3. ruméliai pasa lett. Ez év május 12. a vezíri méltóságot is megkapta. 1590 szeptemberében saját házában ismeretlenek meggyilkolták.
19. Kalajlikoz Ali pasa másodízben (1586 májusának első harmada – 1587. február 22.) Kalajlikoz Ali halála után a Sehszuvár pasa akarta a megürült hivatalt elfoglalni, s abban a reményében, hogy el is nyeri, egy 1587. március 7-én, Budán keltezett levelében II. Rudolf császárnak már előre tudósítást írt a kinevezéséről. Minden igyekezete ellenére sem sikerült azonban a hivatalt elnyernie, a szultán Szigetvárra küldte.
20. Frenk Juszuf pasa másodízben (1587. március első harmada – 1588. november 28.)
21. Ferhád pasa, boszniai pasa volt, 1584. június 15. tették le e tisztségéről, de 1585. október 30. ismét kinevezték, s végleg 1588 júniusának végén váltották le. 1588. november 28. lett budai pasa, 1590 szeptemberének közepén egy katonalázadásban meggyilkolták. Ennek híre Konstantinápolyba szeptember végén érkezett meg, a lázadás leverésére Musztafa temesvári pasát rendelték, akit később több történetíró is tévesen budai pasának gondolt, noha e tisztet sosem viselte. Egyes források (például Bartholomeus Pezzen királyi tanácsos jelentése) azt is tudni vélik, hogy e tisztet 1592 májusának végéig töltötte be.
22. Szofi Szinán pasa, 1590 novemberének első harmadában nevezték ki budai pasává, s 1592. január 31. tették le. 1594 decemberében temesvári pasa volt, 1595-ben augusztusában pedig másodszor is budai pasa lett. Eger elfoglalása után oda nevezték ki pasának, 1598. augusztus 17. anatóliai pasa lett, egyben vezíri méltóságra emelkedett. 1603-ban Konstantinápolyba helyezik, 1604-ben pedig az udvarba kerül, s azon év május 30. kajmakámnak nevezik ki, de e tisztétől június 4. megfosztják. 1605. január 11. ismét kinevezik, december 28. pedig ismét megfosztják e tiszttől. 1606 áprilisában hunyt el.
23. Szinánpasazade Muhammed pasa, Győr elfoglalójának, Szinán pasa nagyvezírnek fia volt. 1582 márciusának elején karamaniai pasává nevezték ki, ez év decemberéig töltötte be e hivatalt. Később dömöcki pasa lett, egészen 1591. augusztus 6-áig. 1591. január 31. lett budai pasa, 1593. január 27-ről január 28-ára virradó éjjel fosztották meg e hivataltól. Május végén ruméliai pasa lett, 1594. július 22. pedig vezírré nevezték ki. Ez év augusztusának végén Győr mellett ismét budai pasává nevezték ki, a tisztet ezúttal 1595. május 9-éig töltötte be. Kevéssel ezután a magyarországi szerdársággal bízták meg. 1596 augusztusának közepén III. Mehmed parancsára fogságba vetették, de három nappal később szabadon bocsátották. 1599-ben mint szerdárt Kara Jazidzsi ellen küldték. 1600 augusztusának végén második vezírré nevezték ki, 1601. augusztus 8. bagdadi, később ismét dömöcki, 1604 márciusának végén másodszor is karamániai pasává tették. A szultán később halálra ítélte, s 1605. augusztus 20-án megfojtották.
24. Muhammedpasazade Haszán pasa, Szigetvár elfoglalójának, Szokoli Mehmed nagyvezírnek fia volt. 1579-ben mint dömöcki, később mint aleppói pasát említik. 1588. október 15. anatóliai, 1591-ben ruméliai, 1593. január 24-ről 25-re virradó éjjel budai pasává tették, egyben vezíri méltóságra emelték. 1594 augusztusában Győr mellett ismét ruméliai pasa lett, október 20. Komárom mellett tették le e tisztségből. 1595. március első harmadában ismét ruméliai pasa lett, 1596. október 11. pedig utolsó vezírnek nevezték ki. November közepén III. Mehmed szultán Magyarországról való kivonultakor szerdári tisztségben Nándorfehérváron maradt, de már december elején megfosztották e tisztjétől. 1597. november 5. ötödik vezír lett, 1601-ben mint szerdárt Kara Jazidzsi ellen küldték. 1602. április 14. és április 22. közt egy orgyilkos Tokatban agyonlőtte.
25. Szinánpasazade Muhammad pasa másodízben (1594. augusztusának vége – 1595. május 9.)
26. Mihalidzslü Ahmed pasa, Mihálidzsban, Anatóliában született, 1594 februárjának elején csildiri, március végén karamániai, május 21. és június 19. közt boszniai, később temesvári, 1595. május 9. budai pasának nevezték ki. 1595 augusztusától ismét mint temesvári pasát említik, 1596 májusától egészen Eger elfoglalásáig ismét budai pasa. A források tanúsága szerint 1597 februárjától ismét budai pasa volt. 1598. október 11.-én merási pasa lett.
27. Szofi Szinán pasa másodízben (1595 augusztusa)
28. Mihalidzslü Ahmed pasa másodízben (1596 májusától 1596 október közepéig)
29. Ali pasa, rövid ideig tálnoki hivatalt viselt, Eger elfoglalása után (1596 októbere) nevezték ki budai pasává, s 1597 januárjának végén tették le. 1602. június 7. a hajdúk Tolna mellett elfogták, Győrbe, onnan Bécsbe vitték, ahol még 1606-ban is fogságban tartották.
30. Mihalidzslü Ahmed pasa harmadízben (1597 februárja – 1598. október 11.)
31. Dív Szulejmán pasa, 1597. augusztus 14. és szeptember 12. közt temesvári, 1598. október 11-től budai pasa volt. 1599. augusztus 7. Buda mellett hajdúk elfogták, s augusztus 27. Bécsbe vitték.
32. Terjaki Haszán pasa, 1595 októberében mint szegedi, 1595 augusztusában mint szigetvári béget említik. 1597. augusztus 14. és szeptember 12. közt boszniai, 1599 augusztusának végétől november végéig budai pasa volt. Babócsa elfoglalása után ismét budai pasává nevezték ki. 1601 áprilisának végén a pasaságot Mankirkusi Muhammed pasára bízta. Ez év július 1-jén nagykanizsai pasa lett, s november végén a vezíri méltósággal tüntették ki. 1604. július 18. ruméliai pasa, december 17. negyedik vezír, 1605. március 22. ismét ruméliai pasa lett. 1606 februárjának elején Nándorfehérvárott Lala Muhammed pasa nagyvezír kajmakámjának, 1607 júliusának végén harmadszor is ruméliai pasának nevezték ki, végül november 9-én nyugalomba vonult. 1609. november 28. még egyszer Budára nevezték ki pasának. 1614-ben halt meg, Pécsett temették el.
33. Szokolluzade Lala Mehmed pasa, boszniai származású volt, a szultáni szerájban nevelkedett, ahol főlovászmesteri tisztséget ért el. Később janicsár-agává tették, 1594. július 19. karamániai, szeptember 16. és október 15. közt anatóliai, 1598. augusztus 17. ruméliai pasaként említik a források. 1599 novemberében a ruméliai pasaság mellett a budaival is megbízták, e tisztet 1600 szeptemberének közepén Terjaki haszán pasának adta át, s csak a ruméliait tartotta meg. Mankirkusi Muhammed pasa halála után a ruméliai pasaság mellett ismét bírta a budait is. 1602 júliusának végén a budait Kadizade Ali pasának adta át, s ismét csak a ruméliait tartotta meg. Decemberben harmadik vezírré és magyarországi szerdárrá nevezték ki, 1604. augusztus 5. nagyvezír lett, 1606. május 24. hunyt el.
34. Terjaki Haszán pasa másodízben (1600. szeptember 4. után – 1601. áprilisának vége)
35. Mankirkusi Muhammed pasa, budai defterdár volt, 1601 áprilisának végén lett budai pasa. Ez év október 15. Székesfehérvár mellett, a sárréti csatában elesett. Mankirkusi Muhammed pasát egyes török források egy Szinán nevű, mások egy Dervis nevű pasával váltatják fel.
36. Szokolluzade Lala Mehmed pasa másodízben (1601. október 15. után – 1602. júliusának vége)

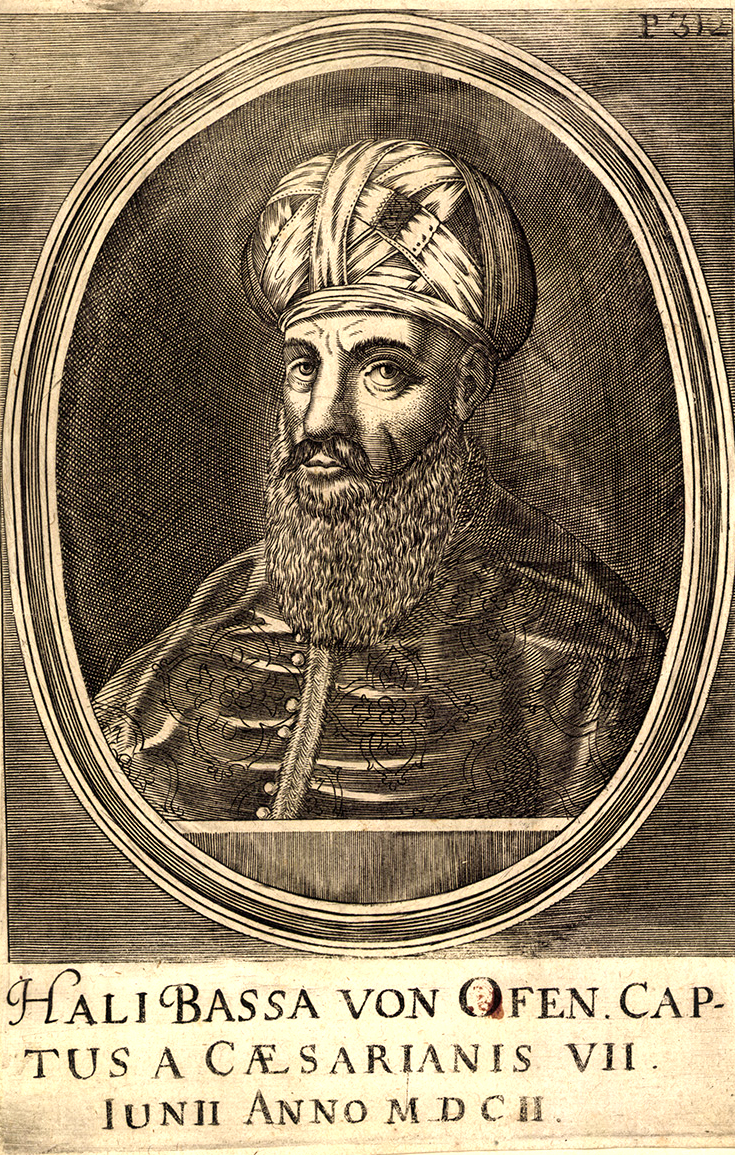
Kandizade Ali pasa (középkori német metszet)

37. Kandizade Ali pasa (középkori német metszet)Kandizade Ali pasa, 1599 januárjában még mint nigeboli béget említik, 1602 júliusának végétől budai pasa. 1604 augusztusának első harmadában letették, később Szilisztra vezetője volt. 1605 októberének első harmadában ismét budai pasa volt, 1609. november 28. a szultán udvarába hívták. 1610 júniusának első harmadában vezírré emelték, s Murád pasa nagyvezír egyik leányát kapta meg feleségül. Később ruméliai, bagdadi, dijárbekri pasa volt, letétele után a vizei szandzsákot vezette. 1614. október 17-étől ismét budai pasa volt, amely tisztét haláláig, 1616 decemberének közepéig betöltötte.
38. Begtás pasa, Eger elfoglalása után szolnoki bégnek, 1598. augusztus 17. egri, 1604. augusztusának első harmadában budai pasa volt. 1605 májusának közepén az esztergomi hajdúk egy kisebb ütközetben megölték.
39. Bosnák Musztafa pasa, 1605 májusának végén nevezték ki budai pasává, s ez év októberének első harmadában tették le hivatalából.
40. Kadizade Ali pasa másodízben (1605 októberének első harmada – 1609. november 28.)
41. Terjaki Haszán pasa harmadízben (1609. november 28. – 1614 januárjának eleje), halálától február végéig Karakás Muhammad nagykanizsai pasa viselte gondját a budai pasaságnak.
42. Szefer pasa, temesvári pasa volt, 1614 februárjának közepén nevezték ki budai pasává, s október 17. tették le. 1618. május 6. nagykanizsai pasa lett.
43. Kadizade Ali pasa harmadízben (1614. október 17. – 1616 decemberének közepe), halálától 1617 júniusának végéig Bekir egri pasa viselt gondot a budai pasaságra.
44. Szofi Muhammed pasa, szilihdár-aga volt, 1611. szeptember 9. egyiptomi pasává nevezték ki, amely tisztségből 1615. április 29. mozdították el. 1616. decemberének végén lett budai pasa, 1617. június 3. kajmakámnak, 1621. februárjának közepén ismét budai pasának nevezték ki, de december 9. ismét elmozdították. 1622. februárjának első felében harmadszor is budai pasa lett, egészen október 14-éig. Kevéssel erre ismét kinevezték, 1623. szeptemberének végén ismét letették. Október 5. ismét budai pasa lett, immár ötödször. 1626. augusztus közepén halt meg, halálhíre augusztus 18. érkezett meg Konstantinápolyba.
45. Nakkás Haszán pasa, a szultáni szerájban nevelkedett, ahol kapudzsibasi tisztséget szerzett. 1604. április 6. janicsár-agává nevezték ki, e hivataláról december 8. mondatták le, s december 17. ruméliai pasává nevezték ki. 1605. március 22. negyedik vezír, 1606. december 11. kajmakám, 1617. június 3. budai pasának nevezték ki. 1618. május 6. harmadik vezírré tette a szultán, s udvarába hivatta.
46. Karakás Muhammed (Mehmed) pasa, tugándzsibasi volt, 1612. november 28. boszniai pasává nevezték ki. 1614 elején mint nagykanizsai pasát említik, amely hivatalában Terjaki Haszán pasa halála után rövidebb ideig a budai pasaságot is felügyelte. 1616. július 15. és augusztus 13. közt a források aleppói pasaként említik, 1617 májusában ruméliai, 1618. május 6-tól 1621. február közepéig budai pasa volt, 1620. november 4-én elfoglalta Vácot. 1621. szeptember 15. Chocim alatt a lengyel csapatok megtámadásakor halt meg.[1]
47. Szofi Muhammed pasa másodízben (1621. februárjának közepe – 1621. december 9.)
48. Kenán pasa, szilihdár-aga volt, 1621. december 9. nevezték ki budai pasává, e tisztét 1622. februárjának első feléig töltötte be, amikor is a szultán ruméliai pasává tette.
49. Szofi Muhammed pasa harmadízben (1622. februárjának első fele – 1622. október 14.)
50. Deli Dervis pasa, szilihdár-aga volt, 1622. május 20. janicsár-agának, július 7. karamániai pasának, július 8. ismét janicsár-agának, október 14. budai pasának nevezték ki. Útban Buda felé érte a hír, hogy Temesvár pasájává nevezte ki a szultán. 1623. január 9. halálra ítélték, ám mielőtt erről hírt kapott volna, egy balesetben meghalt: a lova levetette magáról.
51. Szofi Muhammed pasa negyedízben (1622. októberének vége – 1623. szeptemberének vége)
52. Bebr Muhammed pasa, Boszniából származott és bosztándzsibasi volt. 1622. március 5. egyiptomi pasává tették, július 16. e tisztségéről letették. 1623. szeptemberének elején dömöcki, a hó végén budai pasává nevezték ki. E tisztet október 5-éig töltötte le, amikor is a szultán halálra ítélte, s lenyakazták.
53. Szofi Muhammed pasa ötödízben (1623. október 5. – 1626 augusztusának közepe)
54. Murteza pasa, boszniai pasa volt, 1626. augusztus 29. vagy augusztus 30. budai pasa lett. 1630 februárjának közepétől szilisztrai, 1632. január 16. dijárbekri pasává nevezték ki. 1633 februárjában Háfiz Ahmed pasa özvegyét, IV. Murád szultán testvérét vette feleségül. Ez év decemberében Konstantinápolyba hívták, 1634. júliusának végén IV. Murád lengyelek elleni hadjáratában mint szerdár vett részt. December elején ismét Konstantinápolyba hívatták, ahol december 21. tábori kajmakámnak, 1635. augusztus 16. eriváni várnaggyá tették. 1636 márciusának végén e városban halt meg.
55. Adzsem Haszán pasa, perzsa származású volt, s az ország zászlótartói méltóságát viselte. 1630. február közepén lett budai pasa, ezzel egy időben vezíri méltóságra emelték. 1631 októberének elején tették le hivatalából, amin a források szerint annyira elkeseredett, hogy bánatában néhány nap múlva meghalt.
56. Bejrám pasa, Konstantinápolyban született, odabasi és csorbadzsi volt. 1620 májusában muhzir-agának, 1622. január 14. és február 12. közt turnadzsibasinak, április 13. és május 11. közt szamszudzsibasinak, május 12. és június 10. között zagardzibasinak, 1623 júliusában janicsár-kiajának, október 12. janicsár-agának nevezték ki. Erre négy-öt héttel a szultánt arra kényszerítették, hogy hivatalától fossza meg. Komoly kárpótlást és vezíri méltóságot kapott emiatt. 1626. május 26. egyiptomi pasa lett, e tisztről 1628. szeptember 8. tették le. Visszarendelték az udvarba, s hatodik vezírré nevezték ki. 1631. októberének elején lett budai pasa, de néhány nap múlva ismét vezír lett. 1632. október 16. és november 13. közt a források ruméliai pasaként említik. 1633 februárjában feleségül vette a szultán egyik nővérét. Ez év október 15. kajmakámmá tették. 1634. júliusának elején ismét budai pasává nevezték ki, de ő már a hónap közepén ismét visszalépett a vezírek közé. Ez év december 21. másodszor is kajmakámmá, 1637. február 2. pedig nagyvezírré tették. 1638-ban az oszmán seregeket vezette a perzsák ellen Bagdad felé, de útközben augusztus 17. Dzsulábban meghalt.
57. Musza pasa, 1631. októberének végén nevezték ki budai pasává, s 1634. június 30. tették le e hivatalból, s az udvarba hívatták. 1637. februárjának végén ismét budai pasává tették, 1638. február 23. megint az udvarba hívatták, s a kajmakámi méltósággal tüntették ki. 1639. júniusának közepén második vezír, 1640. februárjának végén pedig harmadszor is budai pasa lett. 1644. március 12. ismét a portához hívatták, júniusban pedig szivászi pasa lett. 1646. január 27. kapudánpasa lett. 1647-ben Kréta szigetéről Moreába visszatérte alatt január 24. Euboia mellett egy velencei hajó támadta meg hajóját, s a csatában meghalt.
58. Huszejn pasa, szilibdár-aga volt, 1634. június 31. lett budai pasa, egyben a vezíri méltóságot is megkapta. Néhány nap múlva letették, s boszniai pasává tették. Innen is hamarosan eltávolították, s a paphlagoniai szandzsák élére állították. 1635. július 10. erzurumi várnagy lett.
59. Bejrám pasa másodízben (1634. júliusának eleje – júliusának közepe)
60. Dzsáfer pasa, bosztandzsibasi volt, 1632. júliusának elején nevezték ki kapudanpasának, egyben vezíri méltóságra emelték. 1634. júliusának közepén lett budai pasa, 1635. május 28. vagy május 29. halálra ítélték, minek következtében július első harmadában Budán megfojtották.
61. Naszuhpasazade Huszejn pasa, magas udvari tisztséget viselt, 1634. június 30. főlovászmesterré léptették elő. 1635-ben IV. Murád szultánnak Erzurum felé vezető útján május 28. vagy május 29. Szivászban budai pasává nevezték ki, egyben a vezíri méltóságra emelték. 1637. februárjának végén ruméliai pasa lett, szeptember közepén e méltóságától megfosztották. Visszatért az udvarba, mint vezír a divánban ténykedett. 1639. június 2. erzerumi pasává nevezték ki.
62. Musza pasa másodízben (1637. februárjának vége – 1638. február 23.)
63. Tabani Jasszi Muhammed pasa, albán származású, Musztafa kizlár-aga szolgálója volt, aki halála után főlovászmester lett. 1628. október 12. egyiptomi pasa lett, 1630. október 15. visszahívták az udvarba. 1632. május 18. nagyvezírré nevezték ki, e méltóságról 1637. február 2. tették le. július 11. szilisztrai, 1638. február 23. budai pasának nevezték ki, amely tisztet 1639. február 5-éig viselte. Május 6. a szultáni udvarba hívatták, május 20. kajmakámmá nevezték ki. December 15-én elfogták, s a Héttoronyba zárták, majd még aznap éjjel megfojtották.
64. Ipsír Musztafa pasa, abáz származású, Abáza Muhammed pasa unokaöccse volt. A szultán udvarában nevelkedett, s mint második lovászmester hagyta el a portát. 1638. december 29. vagy december 30. lett főlovászmester, 1639. február 5. nevezték ki budai pasává. Május 6. a vezíri méltóságot is megkapta. 1640. február 19. hagyta el Budát, február 29-étől szilisztrai, később rumelini, merási, váni, karamániai, temesvári, anatóliai, szivászi, dömöcki, aleppói pasának, 1654. október 28. pedig nagyvezírnek nevezték ki. 1655. február 28. IV. Mehmed Ájtse nevű húgát vette el feleségül, ám hamarosan kegyvesztett lett, május 11. minden méltóságától megfosztották, s megfojtották.
65. Szilihdár Musztafa pasa, egy Hadzsi Szináneddín Juszuf nevű gazdag bosznaszeráji kereskedő harmadik fia volt. 1634. június 30. szilihdár-aga lett, 1635. május 27. második vezírnek nevezték ki. Június 13. a dömöcki pasaságot kapta járandóságul, ezt a következő hónap elején Kucsuk Ahmed erzerumi pasának engedte át, s csak 1638. szeptember 15. kapta vissza. Ez év december 18. kapudánpasa lett, 1640. február 19. budai, február 22. ruméliai, február 27. temesvári pasává nevezték ki. Később kegyvesztett lett, s 1642. áprilisának második felében megfojtották.
66. Musza pasa harmadízben (1640. februárjának vége – 1644. március 12.)
67. Oszmán pasa, kapudzsibasi, a második szőnyi béke megtárgyalására küldött török küldöttek egyike volt. Ezután hamarosan főlovászmesterré nevezték ki, majd ruméliai pasa lett. 1644. március 12. lett budai pasa egyben vezíri méltóságot kapott. Ez év októberének végén leváltották, s az udvarba rendelték, ahol 1645. január 12. fogságba vetették, de már másnap szabadon engedték. Február 19. dijárbekri pasa lett, május elején pedig Kasztemuni urává nevezték ki.
68. Deli Huszejn pasa, Anatóliában, Jenisehirben született. Főlovászmesterré, 1634. június 30. vezírré nevezték ki, egyben kapudánbasává tették. 1635. október 21. egyiptomi pasa lett, 1637. október 5. tették le e méltóságról. 1638. június 15. anatóliai pasa, 1639. december 16. kajmakám, 1640-ben, IV. Murád halála után ismét kapudánbasa, szeptember 9. szilisztrai, később boszniai, 1644. szeptemberének végén bagdadi, október végén pedig budai pasa lett. 1645. augusztus 10. Konstantinápolyba hívták, s megérkezte után káneai várnaggyá tették. Október első hetében indult el a fővárosból. 1646. szeptemberének második harmadában krétai szerdár, 1656. február 27. nagyvezír, majd március 5. ismét krétai szerdár lett. 1658. május 23. megfosztották hivatalától, s Drinápolyba hívatták, ide július 13. érkezett meg. Halálra ítélték, de később kegyelmet kapott, július 15. ismét kapudánpasának, november 10. és november 12. közt ismét budai pasának nevezték ki. Buda felé utaztában kapta a hírt, hogy ruméliai pasává tették. 1659. március 15. Konstantinápolyba hívatták, ahol megérkezése után néhány nappal megfojtották.
69. Nakkás Musztafa pasa, bosziandzsibasi rangot viselt, 1640. augusztus 29. egyiptomi pasa lett. 1642. október 3. letették hivatalából, s Konstantinápolyba hívták; megérkezte után fogságba került. Később kegyelmet kapott, s vezír lett. Dijárbekri, 1645. augusztus 10. budai pasának nevezték ki. Ez utóbbi tisztétől ténylegesen 1646. szeptember 9. fosztották meg. November 10. és december 8. közt káneai várnagy volt.
70. Murteza pasa, főlovászmesteri méltóságot viselt, 1646. szeptember 9. lett budai pasa, egyben a vezíri méltóságot is elnyerte. 1647. november 2. tették le hivatalából, s Konstantinápolyba hívták, ahol bagdadi pasává nevezték ki. Hamarosan innen is elmozdították, a portához hívatták, de már távollétében halálra ítélték, s Konstantinápoly felé történő utazása alatt Dijárbekrben megfojtották.
71. Hamzapasazade Muhammed pasa, a szultáni szerájban nevelkedett, 1641. november elején a szilihdároknak, később a szpáhiknak agájává tették. 1647 februárjában janicsár-aga lett, egyben vezíri méltóságot kapott. Augusztusban eltávolították a janicsároktól, november 2. budai, néhány nap múlva temesvári, csakhamar ismét budai pasa volt. 1648. március 29. vagy március 30. tették le, 1658. decemberének végén halt meg.
72. Fázli pasa, szilihdár-aga volt, 1646. január 27. második vezírré nevezték ki. Március 15. I. Ibrahim szultán Fatime nevű leányát vette el feleségül. 1647 júniusában kapudánpasa, november 5. és november 7. között budai pasa volt. December 25. megfosztották kapudánpasai méltóságától, 1648. május 3. Krétára küldték. Mivel vonakodott elindulni, fogságba vetették, öt nap múlva azonban várnaggyá tették. November első harmadában temesvári, 1650 decemberében boszniai pasává nevezték ki. 1651. október 30. a portához hívatták. 1652 áprilisában ismét boszniai, 1656. május 2. ismét budai, november 20. harmadszor is boszniai pasa volt. December 12. ruméliai, 1657. végén szilisztrai pasává nevezték ki. 1658. április 19. megfosztották tisztségeitől, Drinápolyba hívatták, ahol június 13. megfojtották.
73. Hamzapasazade Muhammed pasa másodízben (1647. november 7. vagy november 8. – 1648. március 29. vagy március 30.)
74. Szijávus pasa, abáz származású, Abáza Muhammad pasa kincstárnoka volt. Ennek megfojtatása után IV. Murád szultán parancsára felvették a szultáni szerájba, a szeferlik közé. Később csokadár-agának, 1639. január 6. szilihdár-agának nevezték ki. 1640-ben, IV. Murád halála után vezírré tették, szeptember 9. kapudánpasává nevezték ki. 1642 áprilisában e méltóságtól megfosztották, s a vezírek közé helyezték vissza. 1644. március 12. erzerumi, 1645 augusztusában szilisztrai, 1648. március 29. vagy március 30. budai pasává nevezték ki. 1650. augusztus 6. a portára hívatták, ahol ismét elfoglalta helyét a vezírek közt. 1651. augusztus 21. nagyvezír lett, de október 30. letették. Kevéssel ezután boszniai, 1652 áprilisában ruméliai, később ismét szilisztrai pasa volt. 1656. február 9. krétai szerdár, március 4. ismét nagyvezír lett. 1656. április 26. halt meg.
75. Murád pasa, albán származású, először szamszundzsi, később csorbadzsi, zagardzsibasi, janicsár-kiaja volt. 1645. szeptember 22. és október 20. közt szegbánbasinak, 1646 szeptemberének közepén káneai várnagynak nevezték ki. 1648 februárjának végén letették s Konstantinápolyba hívatták. 1649. január 14. janicsár-agának, március 19. nagyvezírnek nevezték ki. 1650. augusztus 6. e hivataláról lemondott, s budai pasa lett. 1653. szeptember 9. Konstantinápolyba hívatták, november 27. kapudánpasának, 1655. május 11. ismét nagyvezírnek nevezték ki. Augusztus 9. e hivatalról másodszor is lemondott, s a dömöcki pasaságot kapta meg. 1655. októberének végén halt meg.
76. Szári Kenán pasa, oroszországból származott, Bakirdzsi Ahmed egyiptomi pasa rabszolgája volt. Ennek megfojtatása után a szultán parancsára a szerájba került. Később rikábdár-agának nevezték ki. 1647 szeptemberében Ibrahim oszmán szultán Átika nevű leányát vette el feleségül, s harmadik vezír lett. Ibrahim halála után Krétára küldték, innen 1652 szeptemberében tért vissza, s a Dardanellák őrzésével bízták meg. 1653 szeptemberében lett budai pasa, 1655. szeptember 22. tették le e tisztségből. 1656. február 9. szilisztrai pasa, május 3. kapudánpasa lett. Július 18. e tisztétől megfosztották. 1658. június 23. kajmakámmá nevezték ki, de július 16. letették, s Bruszába küldték várnagynak. 1659-ben a pártütő Abáza Haszán pasa mellé állt, vele együtt tőrbe csalták, s Aleppóban február 16-ról február 17-ére virradó éjen megölték. Fejét március 9. a konstantinápolyi udvarba vitték.
77. Gurdzsi Kenán pasa, Grúziában született, grúz származású volt. A szultáni szerájban nevelkedett, kiléptekor szilihdár-agának, 1653. december 17. janicsár-agának nevezték ki, s a vezíri méltósággal tüntették ki. 1655. augusztus 12. e méltóságot ismét megkapta, s szeptember 22. budai, 1656. május 2. ruméliai, november 20. után ismét budai pasa volt. 1658. november 10. és november 12. letették, de már december 3. ismét kinevezték.1659. március 21. és március 24. közt ismét letették, azzal a meghagyással, hogy felváltójának, Fázli pasának Budára érkeztét várja meg. Június 22. a szultáni udvarba hívatták. 1663 februárjának első harmadától negyedszer is budai pasa volt, de minden bizonnyal már májusban letették. 1664 májusában mint dijárbekri, 1666 áprilisától 1668 áprilisáig mint sehrzoli pasát említik.
78. Fázli pasa másodízben (1656. május 2. – 1656. november 20.)
79. Gurdzsi Kenán pasa másodízben (1656. november 20. után – 1658. november 10. és 12. közt)
80. Deli Huszejn pasa másodízben (1658. november 10. és 12. közt – 1658. december 3.)
81. Gurdzsi Kenán pasa harmadízben (1658. december 3. – 1659. március 21. és 24. közt)
82. Szejdi Ahmed pasa, cserkesz származású volt, Bakirdzsi Ahmed egyiptomi pasa szolgájaként annak megfojtatása után a szultáni szerájba került. Kilépése után simontornyai béggé nevezték ki, később tortumi basának, merási pasának, 1654 novemberében anatóliai pasának nevezték ki. 1655 márciusának közepén letették, s a Dardanellák őrzésével bízták meg. Később sehrsoli, karamániai, november 30. szivászi pasává tették. Ezután nem sokkal vezíri méltóságot kapott. 1656. május 21. szilisztrai pasa lett, július 18. kapudánpasa, december 12. boszniai, 1659. március 21. és 1660. május 28. között budai pasa. 1661. június 17. Temesvárott kivégezték. Fejét június 26. Konstantinápolyba vitték.
83. Bosnák Iszmail pasa, boszniából származott, Konstantinápolyban volt vásárbíró. Később kapudzsibasi, csauszbasi, főlovászmester lett, 1658. szeptember 1. konstantinápolyi kajmakámmá nevezték ki, s a vezíri méltóságra emelték. 1659. július 24. letették, és az épp akkor Bruszában tartózkodó szultánhoz hívatták. Augusztus közepén mint nyomozóbiztost küldték az anatóliai, karamániai, Adanai és merási pasaságokba. 1660 januárjában tért vissza Konstantinápolyba, ahol feleségül vette IV. Mehmed szultán Átika nevű húgát, Szári Kenán pasa özvegyét. 1660. Május 28. sietve Nándorfehérvárra küldték, hogy Szejdi Ahmed pasát a budai pasaságban felváltsa. 1663 februárjának elején a portához hivatták, március 19. ismét konstantinápolyi kajmakám lett. Augusztus 5. szilisztrai, december végén boszniai pasává nevezték ki. 1664. augusztus 1. a Szentgotthárdi csatában elesett.
84. Gudzsi Kenán pasa negyedízben (1663. februárjánek eleje – 1663. májusának eleje)
85. Szári Huszejn pasa, egri pasa volt, 1663. májusának elején lett budai pasa, egyben a vezíri méltóságot is megkapta. 1664. október 20. aleppói, 1671. szeptember 30. dömöcki, 1672. október 23. szilisztrai pasa lett. 1673-ban méltóságaitól megfosztották. 1677. november 23. kegyelmet kapott, s nyomozóbiztosként Anatóliába küldték. 1678. november 25. ismét dömöcki pasa lett. 1683 októberének végén halt meg.
86. Gurdzsi Mohamed pasa, Grúziában született, grúz származású volt. Köprülü Mehmed pasa nagyvezírnek, ennek halála után fiának, Köprülü Ahmed pasa nagyvezírnek kiajája volt. 1672. április 20. és május 19. közt dijárbekri pasa volt, egyben a vezíri méltóságot is megkapta. November 3. aleppói, 1664. október 20. budai pasává nevezték ki. 1665 januárjában IV. Mehmed húgát, Átikát, Bosnák Iszmail pasa özvegyét vette feleségül. 1666. márciusának végén halt meg, halálhíre április 7. érkezett meg Konstantinápolyba.
87. Dzserráh Kaszim pasa, 1660. június 12. csokadár-aga, június 19. egri pasa lett. 1664 májusában mint jenei, később mint temesvári pasát említik. 1666. április 7. nevezte ki a szultán budai pasának, egyben vezíri méltóságra emelte. A szultán Átika nevű húgát, Gurdzsi Mohamed özvegyét vette feleségül. 1667. május 22. erzerumi pasa lett, 1671. július 17. konstantinápolyi kajmakámnak, 1672. áprilisának elején ismét jenei, később másodszor is temesvári pasává nevezték ki. 1675. márciusának első felében hunyt el.
88. Szohzáb Mohamed pasa, 1656. április 3. főlovászmesternek, október 13. janicsár-agának, 1657. július 19.-én szivászi, 1665. november 19. boszniai pasának nevezték ki. 1666. július 17. e hivatalából letették, 1667. május 22. budai pasává nevezték ki, mely tisztét október 28-ig töltötte be.
89. Mahmúd pasa, Kara Mohamed (Mehmed) pasa csauszbasija volt. 1666. július 19. lett vezír, 1667. október 28. nevezték ki budai pasává. 1670. október 3. konstantinápolyi kajmakám, 1671. április 3. boszniai pasa lett. Feltehetően 1671 szeptemberének első harmadában hunyt el.
90. Arnaud Uzun Ibrahím pasa, albán származású volt, előbb janicsár-kiaja, 1664 októberének első harmadában janicsár-aga lett, ezzel a vezíri méltóságot is megkapta. 1669. május 2. konstantinápolyi kajmakám, 1670. október 30., budai pasa lett. 1672 februárjának közepén boszniai, 1673. április 13. ismét budai pasa lett. 1675. június 14. hivataláról letették, s szeptember első harmadában kamenicei várnagynak nevezték ki. 1677 októberének első harmadában ismét budai pasa volt. 1683-ban Kara Musztafa nagyvezír Bécs alól való visszavonultakor szeptember 14. Győr mellett lefejeztette.
91. Dzsánpuládzáde Huszejn pasa, 1664 januárjában főudvarmester, augusztus 3. második lovászmester, 1665. április 13. főlovászmesteri kinevezést kapott. 1671 szeptemberének elején boszniai pasa lett, egyben vezírré nevezték ki. 1672 februárjának végén budai pasa lett. 1673. április 13. a szultáni udvarba hívták, június 10. egyiptomi pasává nevezték ki, s a szultán Ájise nevű húgát, Defterdár Ibrahim kapudánpasa özvegyét vette feleségül. 1675. augusztus 27. letették hivatalából, 1681 februárjában hunyt el.
92. Arnaud Uzun Ibrahím pasa másodízben (1673. április 13. – 1675. június 14.)
93. Szujoldzsi Ali pasa, először erzerumi pasa volt, 1666. július 27. boszniai, később egri pasa lett. 1675. június 14. lett budai pasa. 1677. márciusának első harmadában letették, később a Dardanellák felügyeletével bízták meg, innen 1689. március 21. és április 18. közt hívták vissza.
94. Khalíl pasa, kapudzsibasi volt, 1666. december 20. szivászi pasa lett. 1669 májusában a források ruméliai pasaként említik, innen júniusban tették le. 1670. február 26. szilisztrai pasává nevezték ki, egyben vezírré emelték. 1672. október 23. kamienleci pasa, 1676. március közepén boszniai, 1677. március első harmadában budai pasa volt. Ez év októberének első harmadában ismét kamienleci basa lett.
95. Arnaud Uzun Ibrahím pasa harmadízben (1677 októberének első harmada – 1683. szeptember 14.)
96. Kara Mohamed pasa (Kara Mehmed), először a bosztandzsik odabasija, később müteferrika, 1664. december 25. az I. Lipót császárhoz küldött követ volt. 1665. január 28. ruméliai pasa lett. 1665. június 8. érkezett Bécsbe, ahonnan 1666. március 13. indult vissza. Május 6. érkezett meg Drinápolyba, a szultánhoz. Ezután aleppói pasa lett, 1678. október 22. és október 26. közt a vezíri méltóságot is megkapta. 1682. augusztus 6. dijárbekri, 1683. szeptember 14. budai pasa lett. 1684. augusztus 10. (Julián sz. július 28-án) egy felrobbanó bomba halálra sebezte.
97. Sejtán Ibrahím pasa, 1661. április 26. első defterdárból egyiptomi pasává nevezték ki. 1664. április 1-jén megfosztották hivatalától, s fél évre fogságba vetették. Kiszabadulása után dijárbekri pasa lett, 1668 augusztusában mint dömöcki pasát említik. 1671. szeptember 30. negyedik vezírnek, 1673. áprilisának közepén chaniai, 1675 végén vagy 1676 elején ismét dömöcki, 1677. február 5. szilisztrai pasa lett. Innen november 11. tették le, s a szultán udvarába hívatták, megérkezésekor ismét fogságba vetették. 53 nap után szabadult, 1678. február 4. és február 13. közt ismét chaniai, később erzerumi, 1683. november 22. ismét dijárbekri pasa volt. 1684. augusztus 10-én Buda ostroma alatt, Kara Mehmed elestével budai beglerbég lett. November 20-án vagy 21-én addigi „Sejtán” (Sátán) melléknevét „Melek” (Angyal) melléknévre cserélte fel. Kevéssel ezután aleppói pasa és magyarországi szerdár lett. 1685-ben a szultán halálra ítélte, s december 3. megfojtották.
98. Abdi Abdurrahman pasa, az utolsó budai pasa. Albán származású volt, 1669. május 2. janicsár-aga lett. 1671. február 6. vezír lett, 1674. június 8. bagdadi, 1676. május 11. egyiptomi pasa lett. 1680. június 18. letették, 1681. június 3. boszniai, 1682. október 12. kamienicei pasa lett. 1683. december 20. a szultán az udvarba hívatta. 1684. novemberének utolsó harmadában nevezték ki budai pasának. 1686. szeptember 2., Buda visszafoglalása napján a csatában elesett.